# 第50屆金馬獎
第50屆金馬獎，是2013年中華民國與華語電影業界的年度盛事之一，表揚年度傑出華語電影作品與電影工作者。入圍名單於2013年10月1日公布，頒獎典禮於11月23日在國父紀念館舉行，電視現場轉播由臺灣電視公司負責執行。李安導演出任本屆金馬獎評審團主席；蔡明亮導演新作《郊遊》為2013年金馬國際影展開幕影片；杜琪峰導演將為金馬創投會議選出百萬首獎得主；侯孝賢導演則擔任金馬電影學院導師。「金馬50大使」則由演員張曼玉擔任。該屆典禮司儀旁白由台灣資深配音員賈培德（德仔）擔任。蔡康永擔任本屆主持人，為其第七度主持，亦身兼決選評審。
本屆金馬獎為首次以HD規格播出頒獎典禮。

## 參賽資格
- 電影完成時間：於2012年8月1日以後完成，且未以任何版本報名過本競賽之影片[13]。
- 影片規格：所有類別報名影片放映規格須為35mm拷貝或DCP（Digital Cinema Package）。
- 影片長度： 
  - 劇情片：片長不得少於六十分鐘。
  - 動畫長片：片長不得少於六十分鐘。
  - 創作短片（含動畫短片）：片長不得多於六十分鐘。
  - 紀錄片：片長不限。
- 影片語言及工作人員比例：所有報名影片須符合以下其中一項之條件─
  - 片中二分之一以上對白須為華語（華人地區所使用之主要語言或方言，但不包括配音），影片若無對白則須符合第二項條件。
  - 影片工作人員中導演必須為華人，其他主創工作人員中五位（含）以上需為華人。（「主創工作人員」之範圍以下列十項獎項計算，每個項目以一人計，包括：男主角、女主角、男配角、女配角、原著劇本（或改編劇本）、攝影、美術設計、剪輯、原創電影音樂以及音效）。

## 舉辦過程

### 日程
- 獎項報名日期：2013年7月1日至8月6日
- 公布入圍名單：2013年10月1日
- 金馬國際影展：2013年11月8日至11月28日
- 金馬50風華展：2013年11月15日至12月8日
- 頒獎典禮：2013年11月23日

### 人物
- 星光大道主持人：黃子佼、楊千霈
- 頒獎典禮主持人：蔡康永
- 金馬50大使：張曼玉

## 評選過程

### 初選過程
第50屆金馬獎初選結果，昨（22日）揭曉，張孝全的《失魂》、楊祐寧的《總舖師》、郭書瑤《志氣》、藍正龍《阿嬤的夢中情人》、周杰倫《天台》等片晉級，但今年最賣座的《大尾鱸鰻》未入選。
第50屆金馬獎共有265部電影報名，約有25%的影片通過初選，除了上述國片外，還有《寒戰》、《盲探》、《一代宗師》等片入選，引起不小話題的《小時代》、《天機－富春山居圖》等片皆在初選出局。據報導，金馬執委會因近年報名影片驟增，2007年開始初選制度出現爭議，商業片常未入圍，針對寬姐質疑，執委會表示：「評審必須看完所有報名影片，獲得半數以上評審推薦的影片，即通過初選。」強調評審一定會看完才進行討論和投票。

### 入選過程
第50屆金馬獎入圍名單今天公布，最佳女主角入圍者包括「一代宗師」章子怡、「盲探」鄭秀文、「西遊：降魔篇」舒淇、「聖誕玫瑰」桂綸鎂、「狂舞派」顏卓靈，而原本被看好的入圍熱門湯唯無法擠入窄門。金馬影展執委會執行長聞天祥表示，《殭屍》鮑起靜、《北京遇上西雅圖》湯唯、《親愛的奶奶》張岫雲都很遺憾沒能進入女主角最後名單，很可惜。
這次湯唯在「北京遇上西雅圖」中，顛覆以往形象，飾演從大陸遠赴美國待產的富商小三，是個外表潑辣、內心溫柔的年輕女孩，最後在金錢與感情當中，勇敢選擇了感情，但精湛的演出卻因強勁的競爭對手，讓她再次與金馬影后無緣。
「親愛的奶奶」當中高齡90歲的國寶級豫劇大師張岫雲，也為了這部片犧牲不少，除了進警局、上手銬，甚至有全裸洗澡的演出，尤其穿衛生衣的畫面，竟讓她感到太彆扭而落淚，最後沒能入圍金馬影后，也相當可惜。
此外，討論最激烈的獎項是最佳男主角的部分，因為今年有很多表現很好的演員，包括《毒戰》孙红雷、《天注定》王宝强、《寒戰》郭富城、《海闊天空》邓超等人皆受到评审讨论，但討論到最後的是《盲探》劉德華、《失魂》張孝全、《海闊天空》黃曉明。金马执行长闻天祥表示，今年男主角竞争最为激烈，在仅5名入围名额中，此项目花了很多时间费心考虑。而在新人獎的部份，遗珠有《暑假作業》林亞鄀。男配角遗珠有《暑假作業》管管。
至於杜琪峯導演的兩部入圍作品《盲探》及《毒戰》，評審在審核時，《毒戰》比《盲探》的票數還多，獎項也較集中，所以最後由《毒戰》突破重圍，順利入圍最佳影片，而《盲探》又以鄭秀文表現較為突出，因此入圍最佳女主角。

### 決選過程
今年金馬在李安建議下由最大獎最佳影片開始討論，李安先請評審各自發表看法，第一、二輪投票「毒戰」、「一代宗師」先後出局，由「郊遊」、「爸媽不在家」與「天注定」搶大獎。李安透露，自己雖力挺「郊遊」，但「爸」片卻是沒人不喜歡的影片，「清新、不做作、很純、很感人，是大師沒辦法比的」。因最佳影片已就入圍影片討論，大家有共識，最佳導演也不到兩分鐘就由「郊遊」蔡明亮獲得。李安形容「郊遊」雖然太抽象、太奇怪，但卻進入內心的構圖，「它是重量級的電影，蔡明亮拿最佳導演沒話說。」
最佳男主角李康生第一輪就獲最高票，但未過半，與「激戰」張家輝再戰第二回時則以「開腸破肚去演的赤裸表現」獲獎，李安更以「Amazing（驚人）」誇讚他在「郊遊」中唱「滿江紅」的演出，「把在台灣生活的嘔，活生生地讓人看到。」最佳女主角部分，花了半小時討論，「一代宗師」章子怡雖一直獲最高票卻未過半，第二輪先淘汰「西遊降魔篇」舒淇，第三輪則擊敗「盲探」鄭秀文獲勝。評審認為「一代宗師」沒章子怡扛不起來，尤其倒數第二場她對梁朝偉告白與告別的戲，更讓影片一路壓抑的情緒得以宣洩，因為章子怡影片終於「交貨了」。
最佳男、女配角產生都頗順利，「一九四二」李雪健與「西遊降魔篇」黃渤各有支持者，評審肯定黃渤才氣但仍以一票敗北，李雪健則因演技扎實「影片多虧有他」而獲勝。最佳女配角「爸媽不在家」楊雁雁則毫無懸念，第一輪就選出。紀錄片項目「看見台灣」與「餘生」都被討論，有評審質疑「看」片結尾原民兒童上玉山揮國旗的操弄痕跡，但也有評審認為許多紀錄片中都有操弄，「看」片最後因傳遞出重要訊息因此獲最佳紀錄片。另一紀錄片「一首搖滾上月球」雖未入圍最佳紀錄片，但卻因歌曲和故事結合度高且動人而得最佳電影原創歌曲。

## 入圍暨得獎名單
下列之標記為該獎項之得獎者。

### 影片獎項

#### 最佳動畫長片
- 入圍從缺

## 提名與得獎統計

### 提名統計
本屆入圍影片獲2項（含）以上獎項提名者計有21部，其中《一代宗師》獲得最佳影片等11項獎項提名，是本屆獲提名數最多的電影。
- 提名6項（含）以上：

| 片名           | 提名獎項 | 備註     |
| -------------- | --- | -------- |
| 《一代宗師》   | 最佳劇情片、最佳導演、最佳男主角、最佳女主角、最佳攝影、最佳視覺效果、 最佳美術設計、最佳造型設計、最佳動作設計、最佳剪輯、最佳音效 | 11項提名 |
| 《爸媽不在家》 | 最佳劇情片、最佳新導演、最佳男配角、最佳女配角、最佳新演員、最佳原著劇本                                                            | 6項提名  |
| 《一九四二》   | 最佳男配角、最佳改編劇本、最佳攝影、最佳視覺效果、最佳美術設計、最佳造型設計                                                        | 6項提名  |
| 《天定》       | 最佳劇情片、最佳導演、最佳原著劇本、最佳攝影、最佳原創電影音樂、最佳剪輯                                                            | 6項提名  |
| 《激戰》       | 最佳男主角、最佳男配角、最佳女配角、最佳動作設計、最佳剪輯、最佳音效                                                                | 6項提名  |
| 《西遊降魔篇》 | 最佳女主角、最佳男配角、最佳改編劇本、最佳視覺效果、最佳造型設計、最佳動作設計                                                      | 6項提名  |

- 提名5項：

| 片名     | 提名獎項                                               |
| -------- | ------------------------------------------------------ |
| 《失魂》 | 最佳導演、最佳男主角、最佳攝影、最佳美術設計、最佳音效 |
| 《郊遊》 | 最佳劇情片、最佳導演、最佳男主角、最佳攝影、最佳音效   |

- 提名4項：

| 片名                     | 提名獎項                                                 |
| ------------------------ | -------------------------------------------------------- |
| 《致我們終將逝去的青春》 | 最佳新導演、最佳改編劇本、最佳美術設計、最佳原創電影歌曲 |
| 《毒戰》                 | 最佳劇情片、最佳導演、最佳原著劇本、最佳剪輯             |
| 《海闊天空》             | 最佳男配角、最佳原著劇本、最佳造型設計、最佳剪輯         |

- 提名3項：

| 片名        | 提名獎項                                 |
| ----------- | ---------------------------------------- |
| 《殭屍》    | 最佳新導演、最佳視覺效果、最佳造型設計   |
| 《甜·祕密》 | 最佳新導演、最佳新演員、最佳原創電影歌曲 |

- 提名2項：

| 片名                 | 提名獎項                           |
| -------------------- | ---------------------------------- |
| 《餘生—賽德克·巴萊》 | 最佳紀錄片、最佳音效               |
| 《看見台灣》         | 最佳紀錄片、最佳原創電影音樂       |
| 《暑假作業》         | 最佳新演員、最佳原創電影音樂       |
| 《狂舞派》           | 最佳女主角、最佳動作設計           |
| 《寒戰》             | 最佳男主角、最佳新導演             |
| 《親愛的奶奶》       | 最佳女配角、最佳原著劇本           |
| 《總舖師》           | 最佳原創電影音樂、最佳原創電影歌曲 |
| 《南方小羊牧場》     | 最佳視覺效果、最佳美術設計         |

### 得獎統計
以下得獎僅計入正式競賽部分──
- 5項：《一代宗師》（入圍11項）
- 4項：《爸媽不在家》（入圍6項）
- 2項：《天定》（入圍6項）、《郊遊》（入圍5項）
- 1項：《一九四二》（入圍6項）、《失魂》（入圍5項）、《致我們終將逝去的青春》（入圍4項）、《看見台灣》（入圍2項）、《一首搖滾上月球》（入圍1項）、《十二生肖》（入圍1項）、《志氣》（入圍1項）、《酥油燈》（入圍1項）

## 評審名單
- 初審委員：

1. 劇情長片：木衛二（葉新代）（中國影評人）、鄭政恆（香港影評人、香港電影評論學會副會長）、吳珮慈（台灣電影學者）、李光爵（膝關節）（台灣影評人）、曾偉禎（學者、編劇、前金馬獎副秘書長）
2. 創作短片、紀錄片、動畫片：曾文珍（導演，金馬獎最佳紀錄片、台灣紀錄片雙年展台灣獎）、黃信堯（導演，台北電影節百萬首獎、最佳紀錄片）、王亞維（台灣學者、紀錄片導演、製作人）

- 複審委員：

董瑋（導演、演員、動作指導，金馬獎最佳動作設計）、鄭文堂（編導，威尼斯影展國際影評人週最佳影片）、婁燁（編導，亞洲電影大獎最佳影片、劇本）、張靚蓓（學者，前國家電影資料館館長）、韓允中（攝影，開羅影展最佳攝影）、劉若英（演員、歌手、作家，亞太影展、東京影展最佳女主角）、楊雅喆（編導，入圍金馬獎最佳導演、原著劇本）、塗翔文（策展、影評人，入圍金馬獎最佳原著劇本）、陳建騏（作曲，獲金馬獎最佳原創電影歌曲）、樊光耀（演員，金鐘獎最佳男主角）、李天爵（導演、美術，金馬獎最佳美術設計）
- 決審委員：

李安（奧斯卡金像獎最佳導演）、蔡康永（金鐘獎綜藝節目主持人、電影編劇）、李冰冰（金馬獎最佳女主角）、朴若木（金馬獎最佳美術設計）、張家魯（金馬獎最佳改編劇本）、張展（電影攝影指導，金馬獎最佳攝影）
註：得獎名單由複審與決審委員在當天頒獎典禮舉行之前共同討論決定。

## 收視率
- 星光大道：平均收視率3.53（約231.4萬人次觀賞，15歲至44歲觀看收視率3.32）
- 頒獎典禮：平均收視率9.12（約635萬人次觀賞，15歲至44歲觀賞收視率9.19），是台灣有正式收視率調查以來，最高收視的頒獎典禮
- 收視高點：
  - 刘德华与张曼玉頒發最佳女演員時達13.03
  - 揭曉最佳女演員得主與頒發最佳男演員時居次，為12.75
  - 揭曉最佳男主角獎時收視率為12.67
  - 影片「半世紀的影后風采」：收視率12.28
  - 蔡琴暨溫柔聲弦樂團「五○高手‧重返榮耀」：收視率11.82[16][17]

## 特別節目
- 台視主頻、HD台於2013年11月18日至11月20日播出《金馬奔騰－風華半世紀》（18、19日為22:00，20日為23:00）。

## 追思逝世影人
本年度金馬獎的追思逝世影人單元，全名為「追思逝世影人：那一段閃亮的日子」，由朱延平及郭采潔擔任引言人，並由徐詣帆演唱《卑南族歌謠》及《閃亮的日子》。以下是追思影人的名單（按影片中出現順序列出）：

| - 楊登魁——出品人、監製。 - 翁清溪——作曲家。 - 鄒長根——剪輯。 - 周道淳——剪輯。 - 蔣超——攝影。 - 陳玉帛——攝影。 - 也斯——影評人、學者。 - 葉潛昭——監製、出品人。 - 溫耀庭——導演。 - 王志強——動作指導、演員。 - 陳翠屏——演員。 - 鍾耀南——演員。 - 關正良——動作指導、演員、導演。 - 劉茜蒙——演員。 - 陳僖儀——歌手、演員。（未列出） | - 王清河——演員。 - 黃域——導演、演員。 - 鄭祖——演員。 - 戎祥——演員。 - 李國修——演員。 - 張英——導演。 - 周曼華——演員。 - 江毅——演員。 - 康威——導演、演員。 - 雷鳴——演員、出品人。 - 黎漢持——演員。 - 蘇杏璇——演員。 - 劉家良——動作指導、導演、演員。 - 金鰲勳——導演。 |

## 表演節目
| 表演者                             | 表演名稱                       | 表演曲目 |
| ---------------------------------- | ------------------------------ | --- |
| 影片                               | 金馬奔騰半世紀                 | 第1-49屆最佳劇情片回顧 |
| 何韻詩 肢體音符舞團                | 影躍金馬‧情牽五○               | 梅艷芳《何日》(電影《何日君再來》) 潘越雲《桂花巷》(電影《桂花巷》) 蘇芮《一樣的月光》(電影《搭錯車》)                                                 |
| 影片                               | 電影人半世紀的榮耀             | |
| 影片（張小燕旁白）                 | 致美好的六○年代                | |
| 郎朗                               | 郎琴朗情‧聲動五○               | 四手聯彈《不能說的秘密》 Yumeji's Theme《花樣年華》 情書《海角七號》 永恆的誓約《臥虎藏龍》                                                            |
| 劉德華                             | 介紹評審團                     | |
| 引言：朱延平、郭采潔 演唱：徐詣帆  | 追思逝世影人：那一段閃亮的日子 | 《卑南族歌謠》 劉文正《閃亮的日子》 |
| 蔡琴、溫柔聲弦樂團                 | 五○高手‧重返榮耀               | 梅艷芳《親密愛人》(美麗絕響) 歸亞蕾《庭院深深》(影之舵手) 鳳飛飛《我是一片雲》(影后風華) 蔡琴《被遺忘的時光》(戲王稱霸) 蔡琴《恰似你的溫柔》(影壇光輝) |
| 影片                               | 半世紀的影后風采               | 第1-49屆最佳女演員回顧 |
| 影片                               | 半世紀的影帝光芒               | 第1-49屆最佳男演員回顧 |
| 第1-50屆最佳男女演員、李安、侯孝賢 | 榮耀帝                         | 無（最佳劇情片頒獎） |

## 外部連結
- 第50屆金馬獎名單 （页面存档备份，存于）（繁體中文）
- 國家電影中心圖書館-第五十屆金馬獎頒獎典禮
- 時光網-第50届台湾电影金马奖 （页面存档备份，存于）